# Divendres o els llimbs del Pacífic
Divendres o els llimbs del Pacífic és la primera novel·la de Michel Tournier publicada el 15 de març de 1967 per Gallimard i que va guanyar el Grand Prix de novel·la de l'Acadèmia Francesa el mateix any.
La novel·la ofereix una variació del mite de Robinson Crusoe, escrit originalment per Daniel Defoe. Aquesta versió posa l'accent en la relació entre el nàufrag Robinson i el salvatge Divendres.

## Resum
Robinson Crusoe, supervivent del naufragi del Virgínia (amb Tenn, el gos del capità), acaba a una illa deserta, a la qual anomena Speranza. Esgotat per la solitud i la desesperació, Robinson cedeix a la temptació de l'embrutiment, el fangar, on oblida la seva condició humana i es lliura a la nostàlgia. Per no baixar més a aquest nivell, Robinson decideix tornar a l'humà, envoltant-se de cerimonials, l'excés dels quals fa que sigui grotesc: primer intenta sotmetre els animals i les terres de l'illa a la seva voluntat humana, abans de proclamar-se governador de l'illa, i crear tot un sistema de codis, lleis i sancions per al govern. En la seva solitud filosofa, recorda records d'infantesa, i intenta omplir el buit que l'envolta malgrat la presència del gos Tenn.

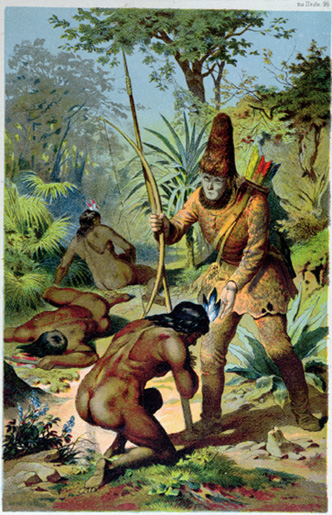
Robinson Crusoe and Man Friday Offterdinger

Robinson passa per diversos períodes de reconciliació amb la natura. Durant el seu "període tel·lúric" descendeix a una cavitat de roca, i així es converteix en el nucli de Speranza, el seu fetus. Deixa aquesta situació quan entén que és un home madur, i després entra en un "període vegetal", on manté una relació de sexualitat amb l'illa, donant així a llum mandràgores.
Aquests experiments ontològics acaben el dia que Robinson salva fortuïtament un indi a qui els seus congèneres havien condemnat a mort. Li diu Divendres, pel dia de la setmana en què el va recollir, perquè aquest nom no és ni el nom d'un objecte ni el nom d'un home. Per tant, considera que Divendres no acaba de tenir la condició d'home, donada la seva condició mestissa. També el pega en moltes ocasions, sobretot quan el sorprèn en el procés de parir mandràgores a la plana on ell mateix satisfà els seus impulsos sexuals. El jove nouvingut es converteix en l'esclau de Robinson, que sempre té cura de fer de la seva illa un reflex de la civilització occidental.
Però Divendres, en fumar d'amagat la pipa del seu amo, provoca l'explosió de la cova on es trobaven quaranta barrils de pólvora, destruint així totes les construccions de Robinson. Robinson escapa de l'esllavissada, però el fràgil equilibri que havia establert es trenca. Els llimbs poden transformar-se en vent i sol, en cohesió amb la mare terra de l'illa d'Speranza. Robinson es converteix llavors en l'alumne de Divendres: aprenent la llibertat, ara el considera el seu germà. Aquest és l'inici del tercer període de Robinson, el període "heliòfan", on s'exposa al sol i el contempla durant molt de temps.
En aquesta petita illa perduda al Pacífic, els jocs d'amistat entre iguals, i el descans, es converteixen en la vida quotidiana, fins que el dia que arriba un vaixell, el vaixell que Robinson tant havia esperat. Tanmateix, davant d'aquests homes que li semblen mancats d'humanitat, Robinson s'adona de la felicitat que ha conegut a l'illa, i decideix quedar-se a Speranza. Però Divendres el deixa. L'esperança d'una nova sèrie de felicitat reneix per a Robinson amb l'arribada a la seva illa d'un nen petit que ha fugit del vaixell. Robinson primer l'introdueix en la contemplació del sol, després li fa descobrir, hom imagina, la vida salvatge.

## Anàlisi
Mentre que l'inici de Robinson Crusoe mostra una relativa persistència de la dominació del món dels homes sobre el de les coses, el començament de Divendres, per contra, organitza el "desordre de les coses». Des del primer moment, la història de Tournier es distancia així de la de Defoe.

## Edicions
- Vendredi ou les Limbes du Pacifique, Edicions Gallimard, 1967. ISBN 2070263126 .
- Divendres o els llimbs del Pacífic, Ed. Proa, 1993, ISBN 847739489X

## Adaptacions
Romain Humeau en va fer una creació radiofònica per a France Culture l'any 2015 sota el títol homònim.